# Moussa Abdi
Moussa Abdi, né le 21 décembre 1951, est un homme politique algérien. Membre du Front de libération nationale, il fut député de la quatrième circonscription électorale de la wilaya de Chlef.